# Kościół Świętego Marka w Zagrzebiu
Kościół Świętego Marka (chorw. Crkva sv. Marka, wym. [tsr̩kʋa sʋɛtɔg marka]) – świątynia katolicka znajdująca się na placu św. Marka w zagrzebskiej historycznej dzielnicy Gradec.

## Historia
Istnienie parafii w obecnym miejscu po raz pierwszy wzmiankowano w 1256 roku. 25 kwietnia 1256 roku król węgierski Bela IV zezwolił, by przed kościołem odbył się jarmark w okolicach wspomnienia św. Marka. Parafialna świątynia Gradca została wybudowana w stylu romańskim, najprawdopodobniej w pierwszej połowie XIII wieku. W drugiej połowie XIV wieku kościół został gruntownie przebudowany w stylu gotyckim, jednak nadal zachował szereg cech charakterystycznych dla poprzedniej epoki. Za takie można uznać okno w ścianie południowej, czy kształt fundamentów kaplicy św. Marii i dzwonnicy. Po przebudowie kościół przeobrażono w trzynawową bazylikę ze sklepieniem krzyżowo-żebrowym wspartym na masywnej kolumnadzie.

## Architektura
Do najbardziej charakterystycznych elementów Kościoła św. Marka należy portal  południowy. Przypuszcza się, że jest on dziełem najmłodszego syna praskiego mistrza Petera Parlera i powstał w końcu XIV wieku. W jedenastu wykutych z kamienia niszach portalu znajduje się piętnaście drewnianych wizerunków postaci świętych. Na górze stoją figury Józefa i Marii z dzieciątkiem Jezus, poniżej – tuż nad drzwiami – znajduje się św. Marek trzymający na ręku skrzydlatego lwa – atrybut tego ewangelisty. Święty Marek jest nie tylko patronem kościoła, ale też całego średniowiecznego Gradca. W dalszych ośmiu wnękach umieszczono figury dwunastu Apostołów. Cztery figurki zostały wymienione, po tym jak uległy zniszczeniu. Ze względu na kompozycję oraz liczbę figur, portal ten jest najbogatszym tego typu gotyckim obramieniem drzwi w południowo-wschodniej Europie.
Kolejnym interesującym elementem murów zewnętrznych jest pierwsze wyobrażenie herbu Zagrzebia, które wraz z datą 1499 umieszczono na zachodniej ścianie jednej z północnych kaplic kościoła. Oryginalna płaskorzeźba znajduje się obecnie (2012) w Muzeum Miasta Zagrzebia.
Po północno-wschodniej stronie świątyni wznosi się barokowa dzwonnica z lat 1660–1669. Wcześniejsza uległa zniszczeniu podczas trzęsienia ziemi w 1502 roku. Budową siedemnastowiecznej wieży kierowali mistrzowie Machiedo oraz Antun Macetti, a po śmierci tego ostatniego, także jego syn Bartol. Dzwony zawieszono w 1706 roku. W latach 1674 i 1806 wieżę zniszczyły pożary, a w roku 1841 została wyremontowana.
Charakterystyczny jest również dach kościoła św. Marka. Całość ułożona jest z różnokolorowych (głównie czerwonych, białych i niebieskich) dachówek. Na południowym spadzie dachu ułożono wzór dwóch herbów – po stronie wschodniej Zagrzebia, zaś po zachodniej Trójjedynego Królestwa Chorwacji, Slawonii i Dalmacji, którego od 1868 roku Zagrzeb był stolicą. Wzór ten powstał podczas największego od XIV wieku remontu kościoła, który przeprowadzono w latach 1876–1882. Renowację przeprowadził niemiecki architekt Friedrich von Schmidt, zaś głównym wykonawcą był jego współpracownik Hermann Bollé.

## Wnętrza
W latach 20. i 30.  XX wieku (1923–1924, 1936–1938) odnowiono wnętrza świątyni. Prace nadzorował Ivan Meštrović, którego rzeźby (m.in. potężny krucyfiks Jezus ukrzyżowany, a w ołtarzu bocznym Madonna z Jezusem) znalazły się w kościele. Ściany ozdobił freskami (np. Kazanie na górze, czy Synod w Splicie i Grzegorz z Ninu) malarz Jozo Kljaković, zaś za obrazy odpowiadał Ljubo Babić. Meštrović za cel postawił sobie usunięcie dziewiętnastowiecznych naleciałości neogotyckich, włącznie z odsłonięciem spod tynków oryginalnego kamienia. W efekcie, jedynymi pozostałościami po pracy von Schmidta są witraże oraz kolorowy dach, dzięki któremu kościół jest jednym z najchętniej fotografowanych obiektów w Zagrzebiu. Przy okazji, podczas prac zlikwidowano wszystkie dwanaście ołtarzy, z głównym, poświęconym Markowi Ewangeliście na czele, które ufundowane przez cechy, znajdowały się w świątyni co najmniej od roku 1622.
Po niespełna pięćdziesięciu latach kościół wymagał kolejnej renowacji. Prace remontowe przeciągały się jednak ze względu na trwające na Bałkanach wojny związane z rozpadem Jugosławii. W pełni odnowioną świątynię oddano do użytkowania 29 marca 2009 roku. Uroczystą mszę z tej okazji odprawił w kościele arcybiskup zagrzebski Josip Bozanić.

### Organy
Pierwsze wzmianki o organach w kościele św. Marka pochodzą z 1359 roku. Nie jest jednak wiadomo jak długo ten konkretny instrument pozostawał w świątyni.
Nowe organy autorstwa Ferdo Heferera zamontowano w roku 1890. Po 46. latach, na polecenie kompozytora i organisty Franjo Dugana, dokonano gruntownej modernizacji i zmiany dotychczasowego rozmieszczenia piszczałek. W opinii z 2010 roku – wydanej na prośbę Rady Dziedzictwa Narodowego – specjaliści uznali ingerencję z 1936 roku za tak głęboką, że można ją uznać za konstrukcję nowego instrumentu. W związku z pogarszającym się stanem organów, postanowiono przeprowadzić ich renowację, która jednak okazała się niemożliwa. Dlatego też zabytkowe piszczałki zdemontowano, a wykonanie nowych zlecono specjalistycznej pracowni Eisenbarth z Pasawy. Komplet prac kosztował 450 000 euro, które musiały być zebrane z ofiar parafian i dobroczyńców. Nowe organy powstawały osiem miesięcy. Zostały poświęcone i po raz pierwszy rozbrzmiały 8 maja 2011 roku. Trzy klawiatury ręczne obejmują zakres 61 dźwięków, zaś kolejne 30 tonów można osiągnąć przy użyciu pedałów. Organy składają się z 3117 piszczałek (najkrótsza mierzy 8 mm, zaś najdłuższa 490 cm), przy pomocy których można uzyskać 41 głosów. Cały instrument ma masę 14,5 tony.